# کامای
کامای (به لاتین: Kamai) یک منطقهٔ مسکونی در بلاروس است که در منطقه ویتبسک واقع شده‌است. کامای ۷۷۳ نفر جمعیت دارد.